# Šentjanž nad Štorami
Šentjanž nad Štorami is een plaats in Slovenië en maakt deel uit van de gemeente Štore in de NUTS-3-regio Podravska. De plaats telde 224 inwoners op 1 januari 2020.